# الفاجومي (فلم)
الفاجومي فيلم مصري إنتاج عام 2011، بطولة خالد الصاوي وصلاح عبد الله وجيهان فاضل وكندة علوش، يحكي قصة حياة الشاعر أحمد فؤاد نجم.

## القصة
تدور أحداث الفيلم حول حياة الشاعر أحمد فؤاد نجم المعروف والملقب ب(الفاجومي) وهو أحد أشهر شعراء العامية المصرية حيث يتطرق الفيلم إلى أهم المراحل التاريخة والثورية ونضال الشاعر احمد فؤاد نجم في محاربة الاحتلال الإنجليزي لمصر والظلم والقهر والقمع السياسي الذي تعرض له وعمليات اعتقاله وسجنه في ظل حكم ثلاث رؤساء لمصر خلال الخمسين عاما المنصرمة وتمر أحداث الفيلم بعلاقة الشاعر فؤاد نجم برفيق دربه الملحن الشيخ إمام عيسى وأهم القصائد التي كتبها ولحنها الشيخ إمام وتغنى بها وتنتهي الأحداث بالثورة المصرية التي تفجرت أخيرا والتي تنبأ بها الشاعر قبل ثلاثين عاما.

## طاقم التمثيل
- خالد الصاوي
- صلاح عبد الله
- جيهان فاضل
- كندة علوش
- فرح يوسف
- محمود قابيل
- تامر هجرس
- زكي فطين عبد الوهاب
- محمود مسعود
- ياسر علي ماهر
- أشرف طلبة
- ماهر سليم
- أحمد منير
- ليلى جمال

## روابط خارجية
- مقالات تستعمل روابط فنية بلا صلة مع ويكي بيانات